# شهرام شبارة
شهرام شبارة هو مغني وكاتب أغاني إيراني. تمتد مسيرته الفنية إلى 50 عام وهو مطرب مشهور في المجتمع الإيراني.